# Quentin Othon
Quentin Othon (né le 27 mars 1988 à Montreuil-sous-Bois), est un ancien footballeur français qui jouait au poste de milieu défensif.

## Biographie

### En club
Quentin Othon est originaire de la Martinique. Très tôt, Quentin Othon est repéré par Jacky Duguépéroux. Il rejoint alors le centre de formation du RC Strasbourg.
Il est le capitaine de l'équipe junior vainqueur de la Coupe Gambardella en 2006. Il fera ses débuts sous le maillot strasbourgeois lors d'un match contre Bastia. Durant l'été 2007, il signe son premier contrat professionnel.
Alors qu'il est victime d'une fracture du péroné de la jambe droite associée à une luxation de la cheville, il prolonge son contrat professionnel (signé en 2007) jusqu'en 2013. Pour la saison 2010-2011, il est prêté à La Berrichonne de Châteauroux puis au FC Nantes.
En septembre 2011, il s'engage pour deux ans à l'ES Troyes AC.
Il vient renforcer la réserve du RC Strasbourg en octobre 2016 afin d'épauler les jeunes talents du centre de formation.

### En sélection nationale
Quentin a joué dans toutes les sélections de jeunes (U16, U17, U18, U19).
Lors de l'été 2009, il fête sa première sélection avec l'équipe de France espoirs.

### Vie privée
Quentin Othon est un ami intime de M. Pokora, qu'il a rencontré à ses débuts au RC Strasbourg.

## Statistiques
| Saison    | Club                  | Division | Matches | Buts | Cartons jaunes | Cartons rouges |
| --------- | --------------------- | -------- | ------- | ---- | -------------- | -------------- |
| 2006-2007 | RC Strasbourg         | Ligue 2  | 2       | 0    | 0              | 0              |
| 2007-2008 | RC Strasbourg         | Ligue 1  | 4       | 0    | 0              | 0              |
| 2008-2009 | RC Strasbourg         | Ligue 2  | 9       | 0    | 0              | 0              |
| 2009-2010 | RC Strasbourg         | Ligue 2  | 34      | 0    | 6              | 0              |
| 2010-2011 | LB Châteauroux (prêt) | Ligue 2  | 1       | 0    | 0              | 0              |
| 2010-2011 | FC Nantes (prêt)      | Ligue 2  | 6       | 0    | 0              | 0              |
| 2011-2012 | ES Troyes AC          | Ligue 2  | 19      | 0    | 0              | 0              |
| 2012-2013 | ES Troyes AC          | Ligue 1  | 31      | 0    | 0              | 0              |

## Palmarès

### En club
| RC Strasbourg - Coupe Gambardella (1) : - Vainqueur : 2005-06. - Coupe d'Alsace (1) : - Vainqueur : 2005-06. - Finaliste : 2006-07. |  | ES Troyes AC - Ligue 2 (1) : - Vainqueur : 2014-15. |

### En sélection
France -19 ans
- Championnat d'Europe des moins de 19 ans :
  - Demi-finaliste : 2007